# Маша та Ведмідь
«Маша та Ведмідь» (рос. Ма́ша и Медве́дь) — російський мультиплікаційний серіал, створений анімаційною студією «Анімаккорд», розрахований на дітей у віці 3-7 років. Показ почався 7 січня 2009 року. Ідея вигадана аніматором Олегом Кузовковим 1996 року, що побачив на пляжі дівчинку, схожою за поведінкою на героя мультфільму Машу. Також Кузовков надихався мультсеріалом «Том і Джеррі». Сюжет базується на однойменній російській народній казці «Маша та Ведмідь».
2011 року вийшов перший спіноф «Машині казки» з 26 серій за мотивами російських народних казок. 2014 року вийшов другий спіноф «Машині страшилки». 15 грудня 2022 року вийшов повнометражний проєкт «Маша та Ведмідь у кіно: 12 місяців». 1 червня 2023 року вийшов другий повнометражний проєкт «Маша та Ведмідь у кіно: Скажіть „Ой!“».
В Україні транслювався на телеканалах «1+1», «ТЕТ» і «ПлюсПлюс» та інших.
5 грудня 2024 року вийде третій кінотеатральний проєкт «Маша та Ведмідь у кіно: Парк чудес».

## Сюжет
Маша випадково опиняється в домівці Ведмедя в лісі. Вона влаштовує там безлад, Ведмідь у розпачі. Він намагається позбутися непрошеної гості та відвозить її далі від дому. Вночі він починає хвилюватися за дівчинку і вирушає на її пошуки. Не знайшовши її, Ведмідь сумний повертається додому і знаходить там Машу. З цього моменту Маша та Ведмідь — друзі. Маша часто навідує Ведмедя, а той намагається її виховувати.
З третього сезону Маша підростає і стає трохи відповідальнішою. Тепер вона рідше буває у Ведмедя і більше займається своїми справами вдома. Мешканці лісу і без неї починають пустувати та потрапляти у різні халепи, а Маша допомагає їм виплутатися.
2019 року вийшов четвертий сезон під назвою «Машині Пісеньки», в якому Маша співає про інші країни.

## Дистрибуція
Мультсеріал «Маша та Ведмідь» транслюється на телеканалах Нідерландах, Австрії, Великої Британії, Німеччини, Франції, Італії, Бельгії, Португалії, Швейцарії, Іспанії, Канаді, Польщі а також країнах Латинської Америки та Середнього Сходу.
З 2015 року серіал існує в форматі інтерактивного повнометражного анімаційного фільму, де герої взаємодіють з глядачами.

## Головні герої
- Маша — невгамовна школярка, подруга Ведмедя. Неслухняна й пустотлива, любить льодяники, солодощі, грати з нагородами та кубками Ведмедя, з м'ячиком, стрибати у відро, дивитися мультфільми, ставити запитання, розповідати казки.
- Ведмідь — друг Маші, званий нею «Мішею», «Мішкою». Працьовитий, мовчазний, колишній циркач, пенсіонер, закоханий у Ведмедицю, постійно потерпає від Машиних знущань.

### Другорядні персонажі
- Ведмедиця — кохана Ведмедя і другий жіночий персонаж.
- Заєць — друг Маші і Ведмедя. Часто страждає від Машиних пустощів. Іноді разом з Ведмедем колупається в городі, але найчастіше звідти краде моркву.
- Вовки — кумедні персонажі, частіше страждають від Маші, ніж виходять переможцями. Є лікарями у лісі.
- Білка — На хуліганства Маші відповідає, кидаючи сосновими шишками.
- Їжак — Вкрай рідко бере участь у витівках Маші, не любить, коли Маша псує його гриби і ягоди.
- Панда — племінник Ведмедя. Суперник Маші.
- Домашні тварини — Козел, Кури, Півень, Свиня і Собака, що живуть у дворі будинку Маші і ховаються від неї скрізь. Кури і Півень зустрічаються тільки в сюжеті «Перша зустріч». Єдина тварина, що не боїться Маші, — Свиня, на ім'я Роза.
- Тигр — старий товариш Ведмедя по цирку.
- Пінгвіненя — названий син Ведмедя. Був підкинутий йому у вигляді яйця і пізніше вихований Машею і Ведмедем, а потім відправлений додому в Антарктиду на літаку. Дуже любить Ведмедя і називає його татом.
- Дід Мороз — маленький дідок, зростом трохи вище Маші.
- Гімалайський ведмідь — рішучий, удачливий, фізично розвинений, справжній мачо.
- Бджоли — злі і агресивні. У серії «Фотокартка 9 на 12» представлені дуже кумедними.
- Даша — сестра Маші. З'являється у серії «Двоє на одного».
- Дівчинка-чукча — точна копія Маші. Відрізняється від неї чорним волоссям. Живе на Північному полюсі.

## Український дубляж
Мультсеріал дубльовано студією «Le Doyen» на замовлення телеканалу «1+1».
- Перекладач: Роман Кисельов
- Режисери дубляжу: Павло Скороходько та Анна Пащенко
- Ролі дублювали: Галина Дубок, Єсенія Селезньова, Марія Воропаєва, Наталя Задніпровська, Олександр Ігнатуша, Роман Чупіс, Михайло Войчук

### Вихід українською
Прем'єри 1—48 серій українською виходили в Україні на телеканалах «1+1», «ТЕТ» і «ПлюсПлюс». З 49 серії («Улюблена передача») нові серії мультсеріалу українською виходять тільки на офіційному українському Youtube-каналі мультсеріалу. Це пов'язане з тим, що мультсеріал є російським продуктом, а дані серії випущені після 2014 року.

## Епізоди
| Номер                            | Назва                                | Дата виходу                      |
| Перший сезон                     | Перший сезон                         | Перший сезон                     |
| 1                                | Перша зустріч                        | 7 січня 2009                     |
| 2                                | До весни не будити!                  | 14 січня 2009                    |
| 3                                | Один, два, три! Ялиночко гори!       | 21 січня 2009                    |
| 4                                | Сліди небачених тварин               | 28 січня 2009                    |
| 5                                | «З вовками жити…»                    | 4 лютого 2009                    |
| 6                                | «День Варення»                       | 11 лютого 2009                   |
| 7                                | «Весна настала!»                     | 18 лютого 2009                   |
| 8                                | «Ловись, рибко!»                     | 6 січня 2010                     |
| 9                                | «Ти дзвони мені, дзвони!»            | 13 січня 2010                    |
| 10                               | «Свято на льоду»                     | 20 січня 2010                    |
| 11                               | «Перший раз у перший клас»           | 27 січня 2010                    |
| 12                               | «Прикордонник наш не спить»          | 3 лютого 2010                    |
| 13                               | «Хто не заховався — не начувайся!»   | 10 лютого 2010                   |
| 14                               | «Лижню!»                             | 17 лютого 2010                   |
| 15                               | «Далекий родич»                      | 5 січня 2011                     |
| 16                               | «Будьте здорові!»                    | 12 січня 2011                    |
| 17                               | «Маша + каша»                        | 19 січня 2011                    |
| 18                               | «Велике прання»                      | 26 січня 2011                    |
| 19                               | «Репетиція оркестру»                 | 2 лютого 2011                    |
| 20                               | «Смугастий-зубастий»                 | 9 лютого 2011                    |
| 21                               | «Сам удома»                          | 16 лютого 2011                   |
| 22                               | «Дихайте! Не дихайте!»               | 4 січня 2012                     |
| 23                               | «Знайда»                             | 11 січня 2012                    |
| 24                               | «Смачного!»                          | 18 січня 2012                    |
| 25                               | «Фокус-покус»                        | 25 січня 2012                    |
| 26                               | «Обережно, ремонт!»                  | 1 лютого 2012                    |
| Другий сезон                     | Другий сезон                         | Другий сезон                     |
| 27                               | «У рожевих барвах»                   | 8 лютого 2012                    |
| 28                               | «Хід конем»                          | 15 лютого 2012                   |
| 29                               | «Хіт сезону»                         | 2 січня 2013                     |
| 30                               | «Вітамін росту»                      | 9 січня 2013                     |
| 31                               | «Нова мітла»                         | 16 січня 2013                    |
| 32                               | «Коли всі вдома»                     | 23 січня 2013                    |
| 33                               | «Солодке життя»                      | 30 січня 2013                    |
| 34                               | «Фотокартка 9 на 12»                 | 6 лютого 2013                    |
| 35                               | «Дитиною бути важко»                 | 13 лютого 2013                   |
| 36                               | «Двоє на одного»                     | 1 січня 2014                     |
| 37                               | «Великі мандри»                      | 8 січня 2014                     |
| 38                               | «Усе не так, усе інак»               | 15 січня 2014                    |
| 39                               | «Казочка до сну»                     | 22 січня 2014                    |
| 40                               | «Така гарна — аж страшно!»           | 29 січня 2014                    |
| 41                               | «Чудо в шапці»                       | 5 лютого 2014                    |
| 42                               | «День кіна»                          | 12 лютого 2014                   |
| 43                               | «Героями не народжуються»            | 7 січня 2015                     |
| 44                               | «Раз на рік»                         | 14 січня 2015                    |
| 45                               | «Заплутана історія»                  | 21 січня 2015                    |
| 46                               | «Учитель танців»                     | 28 січня 2015                    |
| 47                               | «Крик перемоги»                      | 4 лютого 2015                    |
| 48                               | «Печерний Ведмідь»                   | 11 лютого 2015                   |
| 49                               | «Улюблена передача»                  | 18 лютого 2015                   |
| 50                               | «Свято врожаю»                       | 7 травня 2015                    |
| 51                               | «Невловимі месники»                  | 9 липня 2015                     |
| 52                               | «До нових зустрічей»                 | 2 вересня 2015                   |
| Третій сезон                     | Третій сезон                         | Третій сезон                     |
| 53                               | «Вдома краще»                        | 28 листопада 2015                |
| 54                               | «До казки на гостину»                | 31 грудня 2015                   |
| 55                               | «Із Вітерцем»                        | 22 лютого 2016                   |
| 56                               | «Жах та й Годі!»                     | 22 квітня 2016                   |
| 57                               | «На привалі»                         | 25 червня 2016                   |
| 58                               | «Коти-миші»                          | 26 серпня 2016                   |
| 59                               | «Game Over»                          | 14 жовтня 2016                   |
| 60                               | «До ваших послуг»                    | 18 листопада 2016                |
| 61                               | «З улюбленцями не розлучайтесь»      | 23 грудня 2016                   |
| 62                               | «Спи, моя радість, засни!»           | 3 лютого 2017                    |
| 63                               | «Сюрприз! Сюрприз!»                  | 7 квітня 2017                    |
| 64                               | «Три Машкетери»                      | 19 травня 2017                   |
| 65                               | «Є контакт!»                         | 14 липня 2017                    |
| 66                               | «Спокійно, без паніки»               | 31 серпня 2017                   |
| 67                               | «Цирк та й годі»                     | 13 жовтня 2017                   |
| 68                               | «Квартет Плюс»                       | 22 грудня 2017                   |
| 69                               | «Скільки вовка не годуй…»            | 22 лютого 2018                   |
| 70                               | «Зірка з неба»                       | 12 квітня 2018                   |
| 71                               | «Оце так хокей»                      | 25 травня 2018                   |
| 72                               | «Кульки та кубики»                   | 6 липня 2018                     |
| 73                               | «Якось на риболовлі»                 | 31 серпня 2018                   |
| 74                               | «Ось як буває!»                      | 19 жовтня 2018                   |
| 75                               | «Не царське це діло!»                | 16 листопада 2018                |
| 76                               | «Ціле життя — театр»                 | 25 січня 2019                    |
| 77                               | «Навколо світу за годину»            | 15 березня 2019                  |
| 78                               | «Ким бути?»                          | 26 квітня 2019                   |
| Четвертий сезон: Машині пісеньки | Четвертий сезон: Машині пісеньки     | Четвертий сезон: Машині пісеньки |
| 79                               | «Там усі співучі»                    | 31 травня 2019                   |
| 80                               | «Останній писк моди»                 | 5 липня 2019                     |
| 81                               | «Працюй тепер і тут — das ist gut»   | 26 липня 2019                    |
| 82                               | «Справі час, а карнавал раз на рік!» | 29 серпня 2019                   |
| 83                               | «Секрет Машуко»                      | 26 вересня 2019                  |
| 84                               | «З Англії з любов'ю»                 | 31 жовтня 2019                   |
| 85                               | «Знову Новий Рік!»                   | 5 грудня 2019                    |
| 86                               | «Іспанські мотиви»                   | 13 лютого 2020                   |
| 87                               | «Коли цвітуть кактуси»               | 19 березня 2020                  |
| 88                               | «Майже давньогрецька історія»        | 16 квітня 2020                   |
| 89                               | «Східні казки»                       | 21 травня 2020                   |
| 90                               | «Якось на Дикому Заході»             | 25 червня 2020                   |
| 91                               | «Чай зі слоном»                      | 30 липня 2020                    |
| П'ятий сезон                     | П'ятий сезон                         | П'ятий сезон                     |
| 92                               | «Великий похід»                      | 30 липня 2020                    |
| 93                               | «Що всередині?»                      | 24 вересня 2020                  |
| 94                               | «Щось смачненьке»                    | 22 жовтня 2020                   |
| 95                               | «Перша ластівка»                     | 12 листопада 2020                |
| 96                               | «Грибний дощ»                        | 25 листопада 2020                |
| -------------------------------- | ------------------------------------ | -------------------------------- |

## Спінофи

### Машині казки
«Машині казки» — перший спіноф мультсеріалу. У ньому Маша розповідає двом своїм іграшкам — Ляльці та Мишкові — казки на свій манер, найчастіше шляхом змішування сюжетів із двох або кількох різних казок.
1. Вовк і семеро козенят
2. Гуси-лебеді
3. Лисиця і заєць
4. Червона Шапочка
5. Морозко
6. Вовк і Лисичка
7. Вершки і корінці
8. Царівна-жаба
9. Снігуронька
10. Хлопчик-мізинчик
11. Крихітка-хаврихітка
12. Солом'яний бичок
13. Троє поросят
14. Хоробрий кравчик
15. Алі-баба
16. Попелюшка
17. Каліф-лелека
18. Джек і бобове зернятко
19. Свинопас
20. Синя борода
21. За щучим велінням
22. Лисичка з качалочкою
23. Каша із сокири
24. Пійди туди не знаю куди, принеси те не знаю що
25. Півник-золотий гребінець
26. Коник-горбоконик

### Другий сезон
1. Малюк Джиртан
2. Принц Мелік-Мамед
3. Бджілка Тук-Тук Ханум
4. Аладін
5. Мишка і Кішка

### Машині страшилки
Машині страшилки — другий спіноф мультсеріалу. В ньому Маша розповідає страшилки які виявляються не тільки смішними та ще вчать дітей нічого не боятися. У цьому спінофі використовується звичайна тривимірна графіка та аніме як допоміжна.
1. Несамовита повість про темний ліс і маленького жучка
2. Моторошна страшна правда про те, як хлопчик боявся митися
3. Страхітлива бувальщина про те, як деякі лякається чудовиськ
4. Тривожне оповідання про загублене Кошеня
5. Жахливе повір'я про новорічні віршики
6. Сувора притча про забобону дівчинку
7. Похмурий заповіт про сопливого хлопчика
8. Дуже сувора Казка про дівчинку, яка лякалася звіряток
9. Жахлива історія про бабусю та онука
10. Відчайдушний міф про історичну помилку
11. Панічно нестерпна легенда про комашок
12. Тривожна Розповідь про Бабу-Ягу
13. Жахлива сага про хворі животик та про дівчинку, яка боялася лікарів
14. Фантастичне оповідання про хлопчика, їжачка і зелених гуманоїдів
15. Жахлива бувальщина про те, як хлопчика перевели в іншу школу
16. Страшна байка про пастушка та пеньок
17. Тремтяча сага про велосипед примару
18. Страшна страшилка про страшилки
19. Лиха повість про корисні винаходи
20. Похмура новела про похмурі сновидіння
21. Несамовита повість про блискавку та грім
22. Страшна правда про те, як жахливо бути маленьким
23. Радісна подія, від якої холодне кров
24. Жахливі вигадки про високе та низьке
25. Жахлива подія в цирку
26. Шокуюча історія про дівчинку, яка всього боялася

## Популярність
Станом на 30 грудня 2021 року 17 серія мультсеріалу «Маша + каша» мала майже 4,5 млрд переглядів на YouTube, входила до п'ятірки найпопулярніших відео хостингу всіх часів, була першим немузичним і першим російськомовним відео у списку. На думку режисерки серіалу Наталі Мальгіної, популярність може бути пов'язаною з тим, що батьки вмикають ці відео, коли годують дітей.
До 30 грудня 2021 року канал на YouTube мав 26 млн підписників. 2017 року канал посів 5 місце за кількістю підписників. Всі канали «Маші та Ведмедя», куди також входять канали англійською, німецькою, французькою, італійською, португальською, китайською та українською мовами, а також музичні канали, в сумі зібрали понад 21 млрд переглядів.

## Критика
У багатьох глядачів викликає роздратування поведінка Маші, деякі батьки скаржилися, що після перегляду серіалу діти починають її наслідувати.

### Негативний вплив на дітей
Лідія Матвєєва, професорка катедри методології психології факультету психології МДУ, вважає, що образ Маші суперечить «традиційним цінностям», бо у мультсеріалі вона безкарно порушує соціальні норми, отримуючи за це позитивне підкріплення. Також професорка додала, що постійна швидка зміна кадрів у мультсеріалі може викликати у дитини логоневроз.
Журналістка української газети «Сегодня» Анастасія Білоусова вважає мультсеріал прикладом садомазохізму та радять батькам проводити бесіду з дітьми після перегляду:
|  | Класичний приклад садомазохізму, де є жертва (Ведмідь) та маленький садист (Маша). Ідентифікуючись з Машею, дитина відчуває тріумф від того, що внутрішньо бере гору, робить дорослих. Таким чином він виплескує всі емоції, що накопичилися назовні. Маша є таким собі «транслятором» дитячого саботажу, причому абсолютно спонтанним. Всім своєю поведінкою вона вимагає: «Що б такого зробити, щоб мене зупинили?». Позитивна, природна, але в цілому деструктивна дитина. |

В російській «Учительській газеті» заявили, що Маша використовує свій вік як аргумент у суперечках, а Ведмедя назвали персонажем, за поведінкою якого рекомендують спостерігати вчителям початкових класів: «Ведмідь з точки зору педагогіки — ідеальний вихователь. Маша ж з погляду педагогіки — найгірша модель жіночої поведінки і зовсім не зразок для наслідування».
Киргизький професор КДТУ Таалайбек Уметов заявив, що «Маша та Ведмідь» руйнує дитячу свідомість і після перегляду мультсеріалу дитина може почати «кидати ложки». Поведінка Маші також не подобається пропагандистці Маргариті Симоньян, яка назвала її «хуліганкою, яка вчить дітей пустувати». Таку ж думку висловив блогер Дмитро Пучков, заявивши, що Маша «поводиться огидно». Журналіст Аркадій Бабченко порівняв Машу з Ольгою Скабеєвою та її манерою вести програму «60 хвилин», в якій, на думку Бабченка, вона, як і Маша, ставиться неповажно до співрозмовників: «Абсолютна нездатність чути та поважати співрозмовника».

### Звинувачення у кремлівській пропаганді
Викладач Таллінського університету Прііт Хибемягі вважає, що образ Ведмедя, який у багатьох асоціюється з Росією, направлений на формування в дітей позитивного образу Росії, в той час як Росія проводить агресивну політику. Депутат парламенту Литви Лаурінас Касчюнас побачив у Ведмеді образ Росії, і охрестив мультсеріал «зброєю пропаганди Кремля», який за допомогою розважального контенту намагається дістатися тієї частини аудиторії, яка не цікавиться політикою".
Італійська газета «Il Foglio» називає мультсеріал головним досягненням «м'якої сили Путіна». У виданні «The Times» звинуватили мультсеріал у прокремлівській пропаганді, заявивши, що Маша «занадто багато на себе бере» і тим самим «поводиться по-путінськи». Як приклад у виданні навели серію «Кордон на замку», в якій Маша в радянському кашкеті прикордонника охороняє город Ведмедя. У «Helsingin Sanomat» також побачили у мультсеріалі політичний підтекст, назвавши його «ідеологічною зброєю Росії».
В листопаді 2022 року серіал було заборонено до показу в Італії. Також блокування серіалу обговорюється в Литві, Україні, Польщі та Азербайджані.

## Цікаві факти
- «Дім» вовків — автомобіль-гібрид: УАЗ СГР (бік та перед) та УАЗ-450 (зад).
- Місцем дії імовірно є ліс неподалік від села Чікча (Тюменська область) — на листі, який написало Пінгвіненя Ведмедю, вказано індекс 625537 — поштового відділення цього селища.